# Dodleston
Dodleston är en ort och civil parish i Storbritannien.   Den ligger i kommunen Cheshire West and Chester i riksdelen England, i den södra delen av landet, 260 km nordväst om huvudstaden London. Dodleston ligger 17 meter över havet och antalet invånare är 715.
Terrängen runt Dodleston är huvudsakligen platt, men åt sydväst är den kuperad. Runt Dodleston är det ganska tätbefolkat, med 60 invånare per kvadratkilometer. Närmaste större samhälle är Chester, 6,6 km nordost om Dodleston. Omgivningarna runt Dodleston är en mosaik av jordbruksmark och naturlig växtlighet.